# Sonny and Cher
Pour les articles homonymes, voir Sonny et Cher.
Sonny and Cher est un duo américain formé  en 1963 par la chanteuse Cher Sarkisian et son mari Sonny Bono.

## Histoire
D'abord appelés Caesar & Cleo, Sonny et Cher enregistrent quelques disques sous ce nom et participent à Hale & The Hushabyes avec Jackie DeShannon et Brian Wilson. Rebaptisés Sonny & Cher, ils obtiennent un succès avec I Got You Babe, no 1 aux États-Unis, qui sera repris en 1985 par le groupe UB40 en duo avec Chrissie Hynde. Ils réitèrent avec Baby Don't Go, Little Man et The Beat Goes On. Ils adaptent la chanson Milord d'Édith Piaf en anglais. Parallèlement, Cher mène une carrière solo dirigée par Sonny.
En 1971, le duo présente sur CBS une émission de télévision hebdomadaire (The Sonny and Cher Comedy Hour), celle-ci dure quatre ans. C'est à ce moment (en 1974) que le couple se sépare mais collabore professionnellement quelque temps. Puis Cher continue seule dans la chanson, tandis que Sonny se consacre à la politique. Il meurt le 5 janvier 1998 dans un accident de ski à Heavenly Valley.

## Reprises
The Beat Goes On est interprété par Britney Spears dans son premier album ...Baby One More Time.
Giant Sand chante The Beat Goes dans deux versions différentes dans l'album Cover Magazine (2001).

## Discographie de Sonny and Cher

Étoile de Sonny and Cher sur le Walk of Fame à Hollywood.

### Albums
- 1964 - Baby Don't Go (US #69)
- 1965 - Look at Us (UK #7 US#2)
- 1966 - The Wonderous World of Sonny and Cher (UK #15 US#34)
- 1967 - In Case You're in Love (US #45)
- 1967 - Good Times (US #73)
- 1967 - The Best of Sonny and Cher (US #23)
- 1971 - Sonny and Cher Live (US #35)
- 1972 - All I Ever Need Is You (US #14)
- 1972 - The Best of Sonny and Cher
- 1972 - The Two of Us
- 1973 - Live in Las Vegas Vol. 2
- 1974 - Mama Was a Rock & Roll Singer and Papa Used to Write All Her Songs

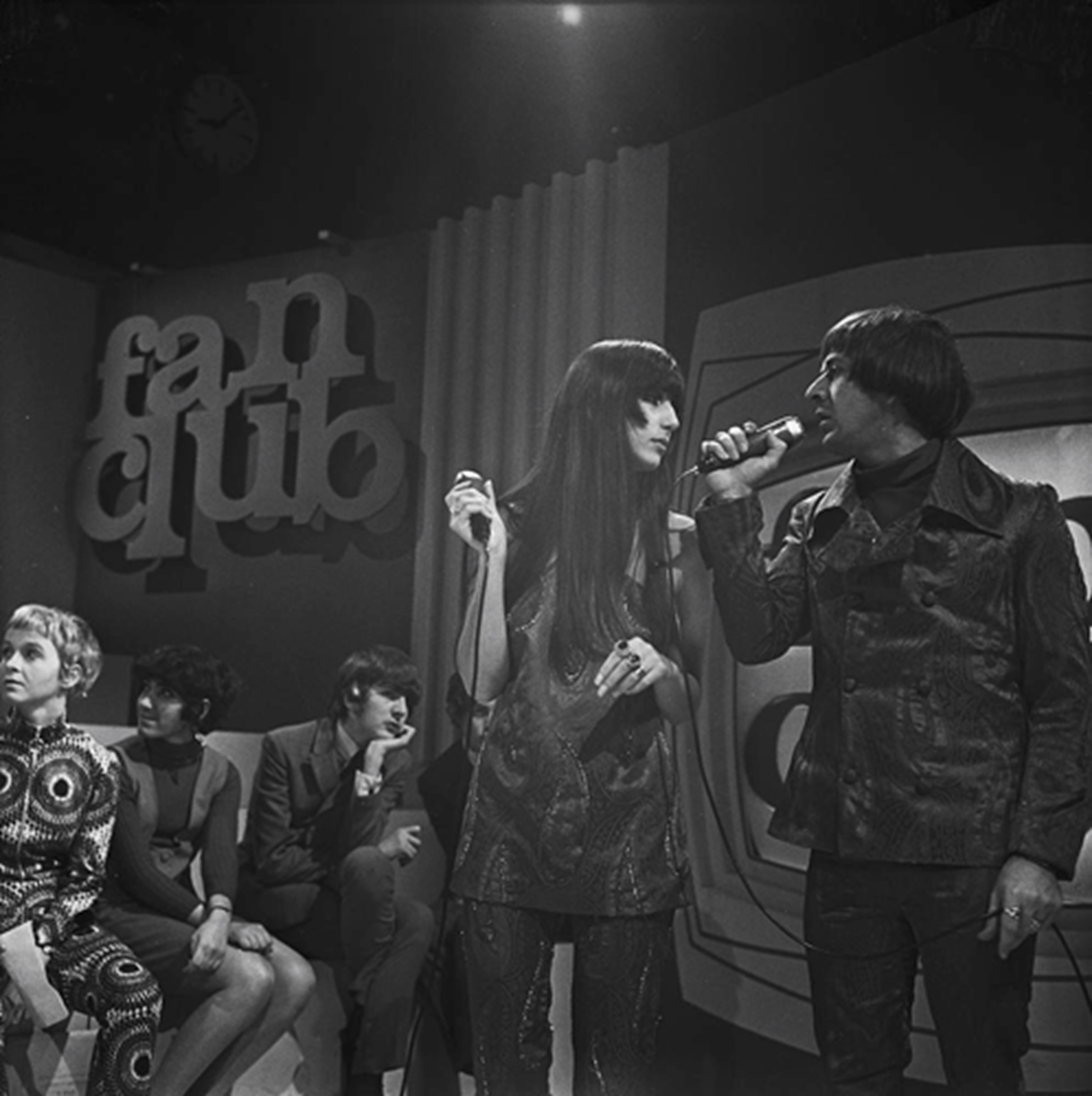
Sonny & Cher (1967)

- 1975 - Greatest Hits

### Singles
- 1965 - I Got You Babe (UK #1 US #1 (3 semaines))
- 1965 - Baby Don't Go (UK #11 US #7)
- 1965 - But Your Mine (UK #17)
- 1966 - Have I Stayed Too Long (UK #42)
- 1966 - Little Man (UK #4)
- 1966 - Living For You (UK #44)
- 1967 - The Beat Goes On (UK #29 US#6)
- 1972 - All I Ever Need Is You (UK #8 US#3)
- 1993 - I Got You Babe (re-sortie) (UK #66)